# 일레븐 메디컬 사운드
《일레븐 메디컬 사운드》는 홍석민, 잔디로 구성된 대한민국의 혼성 듀오이다. '일레븐 메디컬 사운드'라는 이름은 상처받은 이들을 치유하기 위해 '11가지 다양한 음악으로 듣는 이들에게 희망을 전달하겠다'는 의미를 담고 있다. 이미 데뷔 전부터 MC몽, 김진표 등 많은 가수들의 앨범 코러스와 찬조출연을 하고, MBC 《무한도전》 멤버들의 보컬 트레이닝을 해주며 음악적 재능을 인정받았다.

## 디스코그래피
- 2010년 - 《First Natural Sound》 (싱글)

타이틀 곡 '뱀파이어'(Vampire)는 라틴 리듬을 바탕으로 한 곡이다.
- 2010년 - 《White Christmas》 (디지털 싱글)
- 2012년 - 《..더라면》
- 2012년 - 《가지마 가지마》
- 2013년 - 《The Artist Diary Project Part 4》